# Róża i miecz
Róża i miecz (fr. La Rose et le Glaive) – dwudziesty dziewiąty tom o przygodach Gala Asteriksa. Autorem scenariusza i rysunków jest Albert Uderzo. Komiks ukazał się po raz pierwszy w 1991 r.
Pierwsze polskie wydanie (w tłumaczeniu Jolanty Sztuczyńskiej) pochodzi z 1997 r.

## Fabuła
Kobiety z wioski Asteriksa dochodzą do wniosku, że bard Kakofoniks nie nadaje się na nauczyciela ich dzieci. W związku z tym powierzają to zadanie Maestrii - kobiecie-bardowi z Lutecji. Obrażony Kakofoniks opuszcza wioskę, mimo próśb Asparanoiksa i innych Galów.
Przybycie Maestrii do wioski wprowadza sporo zamieszania wśród Galów. Jej poglądy na temat roli kobiety w społeczeństwie wywołują zmianę w stosunku Galijek wobec ich mężów, krewnych i przyjaciół.
W tym samym czasie Rzym opuszcza specjalna centuria, sformowana przez Klaudiusza Omnibusa za zgodą Cezara. Jednostka ma wesprzeć siły obozu Akwarium w walce z Galami.